# ESP Eclipse

Típico clavijero de una ESP Eclipse.

La ESP Eclipse es una serie de guitarras eléctricas distribuidas por la compañía japonesa ESP Es uno de los modelos más populares de la marca, especialmente en los géneros de rock y metal. 
Hay muchas variantes de este guitarra, incluyendo la "ESP Eclipse-II", la "ESP Eclipse Custom", la "ESP LTD EC-1000" y la "ESP LTD EC-500". No hay muchas diferencias entre estos diferentes modelos, solo cambian los colores y los materiales (siendo más baratos en LTD).
El cuerpo de esta guitarra está basado en la Gibson Les Paul, siendo casi idénticas, solo diefieren en el clavijero. La Eclipse fue desarrollada como una alternativa moderna a las guitarras tipo Les Paul. Cuenta con un diseño más estilizado, acceso cómodo a los trastes superiores y materiales de alta gama. 

Esta guitarra es usada por muchos guitarristas de rock y de heavy, entre ellos James Hetfield, que actualmente cuenta con su propio modelo signature de la serie Eclipse: la "ESP Truckster", estando también disponible bajo la marca LTD a un precio más bajo. 

## Modelos destacados
ESP produce múltiples versiones de la Eclipse bajo sus líneas ESP Original, E-II y LTD. Una de las más reconocidas es la E-II Eclipse DB, conocida por su versatilidad y sonido potente. 